# Missa Sinfonia
Missa Sinfonia (ミサシンフォニア) 別名アンヘル・ミサエル・カスタニェダ・ベガ （西:Angel Missael Castañeda Vega 1994年1月27日 -) 彼はメキシコ出身のYouTuberです。 YouTuberチャンネルの名前はMissaSinfoniaです。
2012年1月の市の変更。

## 人物
彼は2011年に「UnDiaComunParte1」というタイトルの最初のビデオをアップロードしました。彼の最も有名なビデオの中には、人気のあるビデオシリーズ「AnalysisLa rosa de Guadalupe」があります。このシリーズには、14のセクションがあり、そのうちの9番目の部分はモデレートされ、サブチャネルYoSoyMissaに再アップロードされ、もう1つは削除されました。 -ファンによってアップロードされました。そして、それらの声のいくつかは、彼らも冒険したテレビ番組のためのものです。彼は両手を持っていることを明らかにしたが、書くときは左手を使うことを好む。 ÁngelMissaelCastañedaVegaは現在、「MissaSinfonia」と呼ばれるアクティブなチャンネルを持っており、そこでVlog、スケッチ、音楽を作成したり、彼の人生についての逸話を語ったりしています。 2018年2月、彼の努力とYouTubeへの献身のおかげで、彼は100万人のチャンネル登録者に達し、現在では1,100万人以上のチャンネル登録者がいます。彼は「YoSoyMissa」、「Jugando con Missa」、「NoMeJodasTV」（参加者として）を含む他のチャンネルを持っていました。彼はまた、幼い頃からビデオを作ったが、それらを公開しなかったと述べた。彼はまた、彼がLoquendoを使用したり、画面上で直接撮影した、しばらく前に作成したチャンネルを示した。

## 人生
彼は1994年1月27日に生まれました。彼らはRolandoCastañedaとSilviaVegaです。